# Spirochétose
 Mise en garde médicale
La spirochétose est une maladie infectieuse causée par l'un des spirochètes pathogènes (bactéries hélicoïdales pouvant aussi prendre d'autres formes, kystiques lorsqu'elles sont en situation de stress,,,,,,,,,,).

## Exemples
Les spirochétoses les plus connues sont la leptospirose, les borrélioses (maladie de Lyme notamment), le pian et la syphilis sont des spirochétoses.